# Данієль Жезус
Данієль Жуніо де Жезус Насіменто (порт.-браз. Daniel Junio De Jesus Nascimento; нар. 22 травня 1998, Рібейран-Прету, Сан-Паулу, Бразилія) — бразильський футболіст, півзахисник «Греміо Новорізонтіно», який виступає в оренді за «ВПК-Агро».

## Життєпис
Вихованець клубу «Греміо Новорізонтіно», де займався з 2016 по 2018 рік. Вперше в основному складі «Греміо Новурізонтіно» зіграв 5 серпня 2018 року в матчі Кубка Пауліста проти «Мірасол» (1:0). У 2019 грав в оренді за «Катандуву» з другого дивізіону ліги Пауліста.
У лютому 2020 року перейшов в оренду до словацької «Нітри». Дебют у чемпіонаті Словаччини для бразильця відбувся 22 лютого 2020 року у поєдинку проти «Земплін» (Михайлівці) (0:1). За «Нітру» виступав до кінця 2020 року.
Влітку 2021 року уклав річний контракт з «ВПК-Агро» з Першої ліги України. У футболці нового клубу дебютував 8 серпня 2021 року в програному (0:3) виїзному поєдинку 3-го туру Першої ліги проти хмельницького «Поділля». Данієль вийшов на поле на 61-ій хвилині, замінивши Луку Коберідзе.